# Parsch (Salzburg)

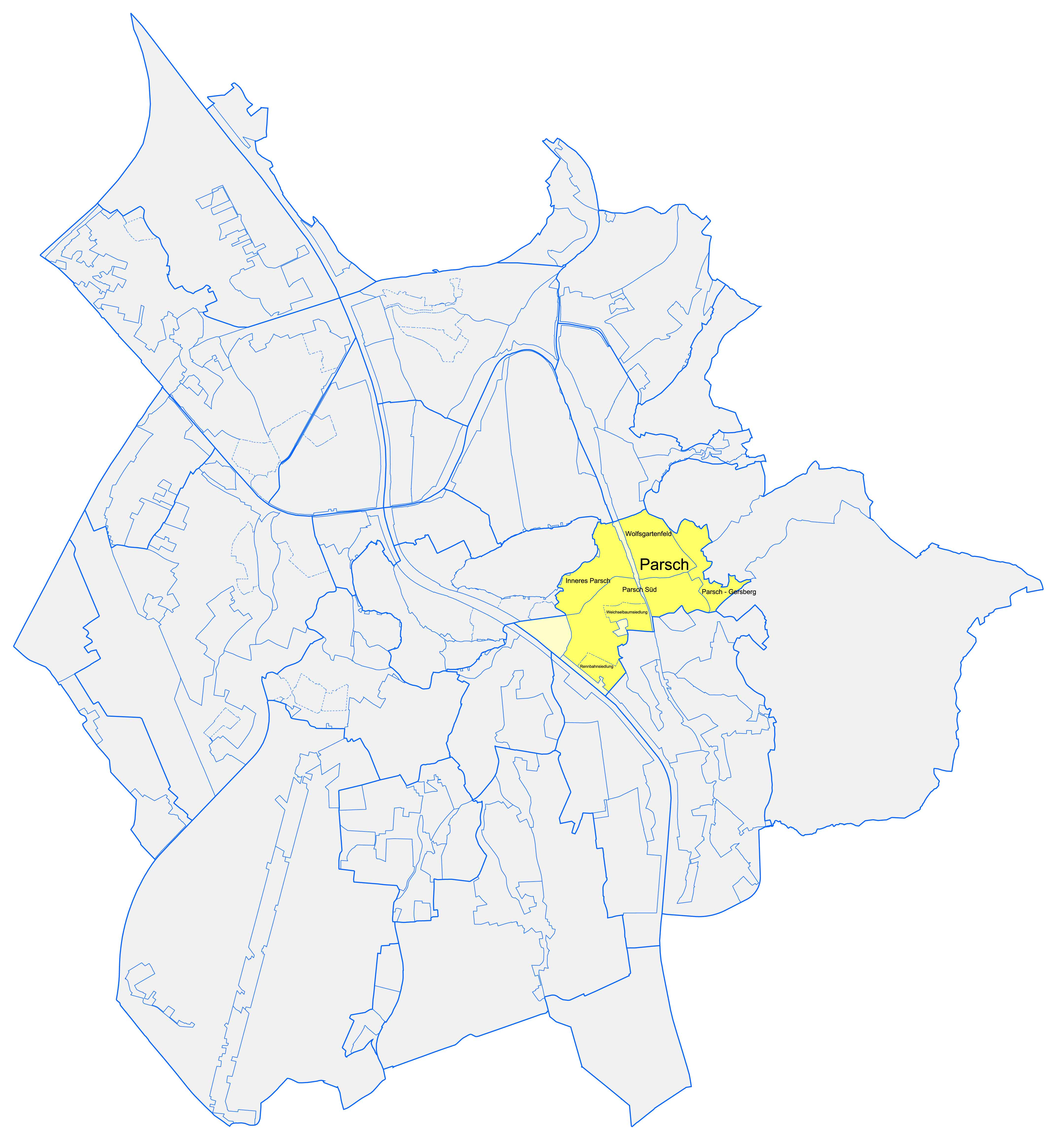
Der Stadtteil Parsch in Salzburg

Parsch ist ein Stadtteil der Stadt Salzburg. Er liegt am Fuß des Gaisberges im Osten der Stadt. Die Neuhauserstraße bildet die Grenze zu Gnigl, der Kapuzinerberg jene nach Nordwesten. Die Nesselthalergasse südlich der Rennbahnsiedlung und der Grünraum um das alte Bauerngehöft Jägergut sowie die Villa Fischbach bilden westlich der Bahnlinie die Grenze zum südlichen Aigen, östlich derselben bildet der Preuschenpark (um den Abfalterhof) und die Maria-Cebotari-Straße die Grenze zum Stadtteil Aigen-Abfalter. Im Stadtteil Parsch mit seiner Größe von 194,8 ha wohnen heute fast 10.000 Bewohner.

## Geschichte

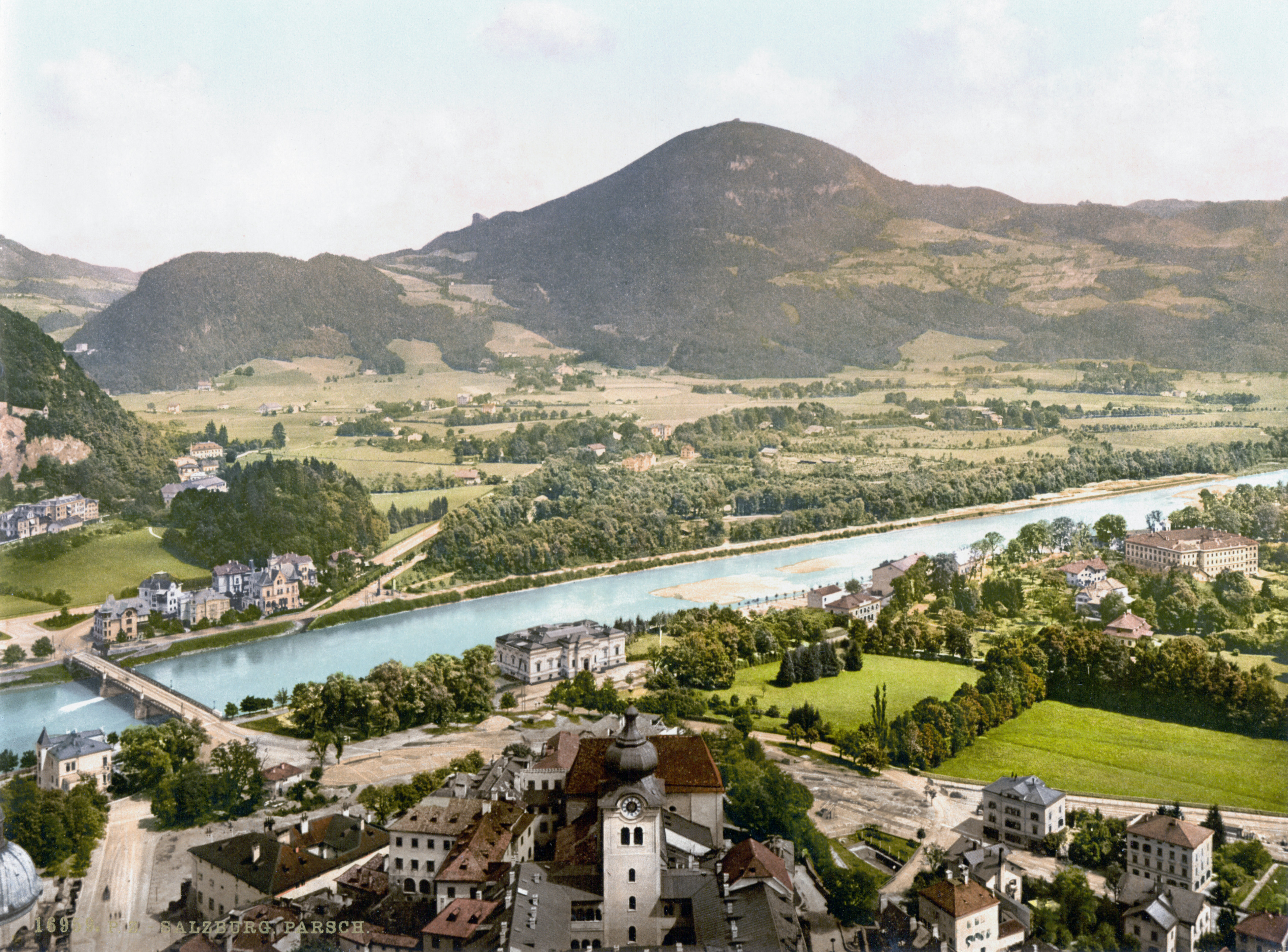
Salzburg-Parsch um 1900

Im Jahr 1122 taucht der Name Parsch als „Porras“ und „Porss“ zum ersten Mal auf. Die Bedeutung des Namens ist bis heute umstritten: Vielleicht stammt er vom lateinischen „pars“ = Teil ab, vielleicht vom „parzigen“ (verkrüppelten, geschneitelten) Buschwerk des einstigen Gehölzsaumes am Gersbach. Auch eine Herkunft aus dem Keltischen ist nicht auszuschließen.
Erstmals scheint hier am Schwemmfächer des Gersbaches bzw. am Hangfuß des Gaisberges eine bronzezeitliche Siedlung mit Bronzegießerei auf. Auch aus der La-Tène-Zeit sind von Parsch (Schmedererplatz) Siedlungsfunde bekannt. Der Name Parsch ist romanischen oder vorromanischen (keltischen) Ursprungs.
Die ursprünglich locker bebauten Siedlungskerne des heutigen Parsch lagen einerseits im Raum der heutigen Eder-Kreuzung und im Raum um den heutigen Schmedererplatz nächst dem Gersbach und dem Apothekerhof. Während der nächste Raum um den Schmedererplatz schon früh dichter bebaut war, lagen im Umfeld verstreut einzelne Höfe und Bauerngüter: der Fondachhof (Fondohof), das Hefftergut (heute Landwirtschaftliches Bildungszentrum), und das Luegergut, sowie südlich das Esterergut und das Abfaltergut sowie nördlich das Wolfsgartengut. Auch das Flederbachschlössl ist hier zu nennen.
Schon in der ersten Hälfte des 20. Jahrhunderts wurde das alte Wolfsgartenfeld (beim Wolfgartengutshaus gelegen) zunehmend bebaut. Die Weichselbaumsiedlung entstand um 1940. Ansonsten fand südlich der Gaisbergstraße eine Baulandnutzung wesentlich erst nach dem Zweiten Weltkrieg statt.
Vor 1811 gehörte der Raum Parsch bis hinauf auf unteren Gersberg lange Zeit mit zum Stadtrecht der Stadt Salzburg. Dann aber kam der Raum des heutigen Stadtteiles Parsch im Zuge einer Neufestlegung der Gemeindegrenzen zum Ort Aigen bei Salzburg. Der Nordteil von Parsch kam 1935 zurück zur Stadtgemeinde, der Südteil wurde 1939 eingemeindet.
Der Kreuzberg in Parsch
Direkt oberhalb des historischen Ortskernes, am Beginn der Kreuzbergpromenade, befindet sich als Ausläufer des Gaisberges der Kreuzberg. Allseits von Wald umgeben steht auf der höchsten Erhebung dieses Berges seit Jahrhunderten eine kleine Kapelle. Schon lange vor 1696, als der Freiherr von Rehlingen den Apothekerhof erwarb, stand hier der Überlieferung nach ein Holzkreuz mit Bildstock der Schmerzhaften Madonna und Opferstock, der sich rasch zu einem kleinen Wallfahrtsziel entwickelt hat und ebenfalls gemäß Überlieferung gab es hier sogar Wunderheilungen. Bald nach dem Beginn der Wallfahrten soll hier die erste Kapelle errichtet worden sein.
Die heutige Waldkapelle ist eine kleine, gemauerte, spätgotische Kapelle mit einer tiefen Nische und einem barock-schmiedeeisernen Gitter, hinter dem die Figur der schmerzhaften Madonna (aus dem 18. Jahrhundert) steht. Auf der Kapelle steht ein hohes Kreuz mit Kruzifix aus dem 19. Jahrhundert.

## Die Parscher Kirche
Die Kirche entstand in den Jahren von 1954 bis 1956 durch einen sehr gelungenen Umbau bzw. eine Erweiterung des Weichselbaumgehöftes, eines alten Bauerngutes. Das Gut war nach 1866 dort errichtet worden und hatte im Eigentum der Erzabtei St. Peter gestanden. Das zuerst recht umstrittene junge Gotteshaus in der Geißmayrstraße wurde von der „Arbeitsgruppe 4“, einer Arbeitsgemeinschaft der Architekten Wilhelm Holzbauer, Friedrich Kurrent und Johannes Spalt geplant – wobei die Nutzung des Vorgängerbaus noch an der Architektur erkennbar ist. Sie gilt heute als erste moderne Kirche im Österreich der Nachkriegszeit. Das Kirchenportal gestaltete Richard Kurt Fischer nach Entwürfen von Oskar Kokoschka. Der Innenraum wird von einem schönen Marmoraltar dominiert.

## Parsch und seine Teile

### Der Siedlungskern am Gersbergfuß
Der alte Siedlungskern von Parsch im näheren Raum des heutigen Ludwig-Schmederer-Platzes ist heute als Ensemble kaum erhalten. Hier standen um 1830:
- Poschingergütl (heute Gaisbergstr. 65)
- Mödlhamerhaus (heute Gasthof zum Hirschen)
- Läuzengütl (heute Kreuzbergpromenade 1)
- Jägergütl (Gaisbergstr. 73, es ist im Kern teilweise erhalten)
- Ringelschmiede (heute Ecke Kühbergstraße-Gersbergweg)
- Schneider- oder Rossschneidermühle (heute Judenbergweg 1)
- Wendlingermühle (Mühle am Kreit) (Judenbergweg 15, sie ist im Kern erhalten).

Als bemerkenswerte erhaltene Bauten sind folgende zu nennen:

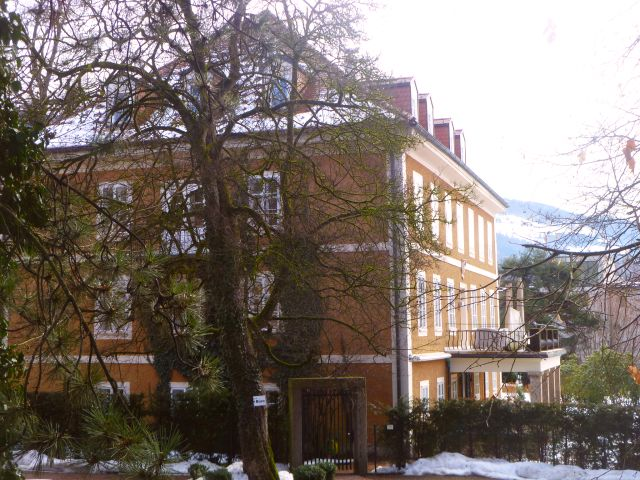
Fondachhof
Der Fondachhof (eigentlich Von-Tach-Hof, auch Kögel, Fondohof, Meierhof, Drumerhof oder Apothekerhof) ist seit 1122 nachweisbar. Damals stand er im Eigentum des Spitals von St. Peter. Seit dem 15. Jahrhundert sind eine lange Reihe meist adeliger Besitzer bekannt. 1687 erwarb Johann Georg von Tach den Hof, der nun bis heute dessen Namen trägt. Nachdem 1727 der Hofapotheker Mayer den Hof erworben hatte, verkaufte der Hofapotheker Karl Petter den Fondachhof an Anna Gräfin Revertera-Salandra, die ebenso wie ihre Erbin Mathilde von Revertera einige Umbauten vornahm. In der erhaltenen Bausubstanz wurde er 1792 erbaut und fand im Umbau von 1949 seine heutige Form. Über dem Balkon des Schlösschens befindet sich das Familienwappen derer von Revertera-Salandra. Im Park des Schlosses steht ein Marmorbrunnen, den Franz de Paula Hinzl 1772/73 geschaffen hat und der über zwei runden Becken eine mittigen Vase mit Tierfratzen zeigt. Die Hinterwand des Brunnens ist mit einer Puttengruppe geschmückt.
Apothekerhof
Das historische Wohnhaus, das in seiner Bausubstanz ins Jahr 1635 zurückreichte, wurde 1989 gänzlich umgebaut. Das Marmorportal mit seinem geraden Sturz zeigt die Inschrift „1635 Apothekerhof 1978“ und darüber ein behelmtes Wappen mit Rauten. Historisch bildete der Apothekerhof eine Einheit mit dem angrenzenden Fondachhof.
Albert-Birkle-Haus
Das Wohnhaus Albert Birkles (Gersbergweg 32), wurde nach Plänen von Otto Prossinger 1933 erbaut.

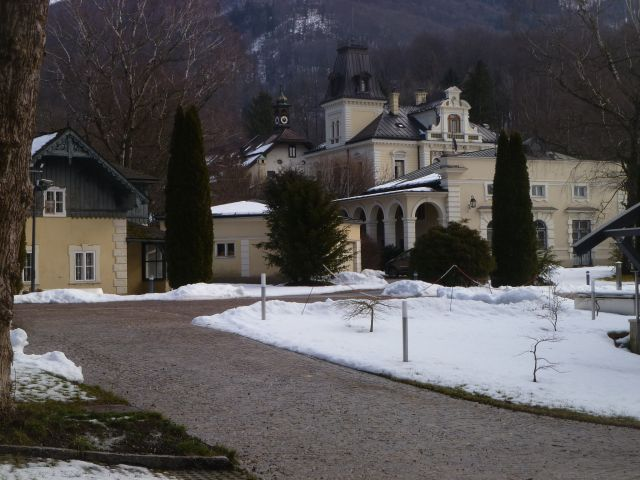
Villa Schmederer
Der späthistorisierende Bau der Villa Schmederer (Gaisbergstr. 50–52) mit seiner Neorenaissancefassade und dem zugehörigen Fassadenturm wurde 1887 neben dem Apothekerhof errichtet. Zur Großvilla gehören auch ein eigenes Gärtnerhaus, ein Gewächshaus und eine ansehnliche Kapelle. Bauherr war der Münchner Brauereibesitzer Ludwig Schmederer, der spätere Präsident des Salzburger Kunstvereins, Planer war der bekannte Architekt Josef Wessicken, ausgeführt wurde der Bau von   Valentin Ceconi. 1935 erbte Minka Schmederer die Villa und später deren Schwester, die bekannte Tanzpädagogin Friderica Derra de Moroda. Heute ist die Villa im Besitz der deutschen Milliardäre Helga und Erich Kellerhals.

### Das Wolfsgartenfeld
Dieses Siedlungsgebiet ist 37 ha groß und zählt 1.500 Bewohner. Der einstige Fuchshof mit seinem großen Garten, der sich auch auf den Kühberg hinauf zog, hieß vermutlich nach einem früheren Besitzer auch Wolfsgartnergut (auch Wolfsgartengut oder Wolfsgartenschlössl). Vom Umfeld dieses Schlösschens aus entwickelte sich der älteste Baulandkern entlang des alten Wolfsgartenweges schon in der Zwischenkriegszeit zum heutigen Schmedererplatz. Der Großteil der Verbauung erfolgte hier aber in den Jahren 1960 bis 1980.

### Inneres Parsch (zwischen Gersbach und Kapuzinerberg)
Dieser Bereich gehörte schon lange vor dem Jahr 1811 zur Stadt Salzburg. Er entwickelte sich allmählich um den alten Weiler Münchhausen und wurde mit zunehmender Bebauung zunehmend mit zum Äußeren Stein gerechnet. Heute ist aber der historische Altstadtbereich in seinem Charakter des Äußeren Steines sehr verschieden vom anschließenden modernen Siedlungsraum. Daher ist die frühere Angliederung heute nicht mehr schlüssig, woraus sich heute zwingend die nunmehrige Zugehörigkeit zum Stadtteil Parsch ergibt.
Als bemerkenswerte historische Einzelbauten gelten folgende:
Weiherhof
Der Weiherhof ist heute ein eher unscheinbares Wohngebäude (Fürbergstr. 40). Es befand sich einst geschützt in einer sehr guten Lage an der alten Fahrstraße am Südrand des Kapuzinerberges neben einem namensgebenden Weiher. An seine Geschichte als Herberge mit angeschlossenem Stallgebäude erinnert heute die Wappenkartusche von Fürsterzbischof Franz Anton von Harrach an der Westfassade.

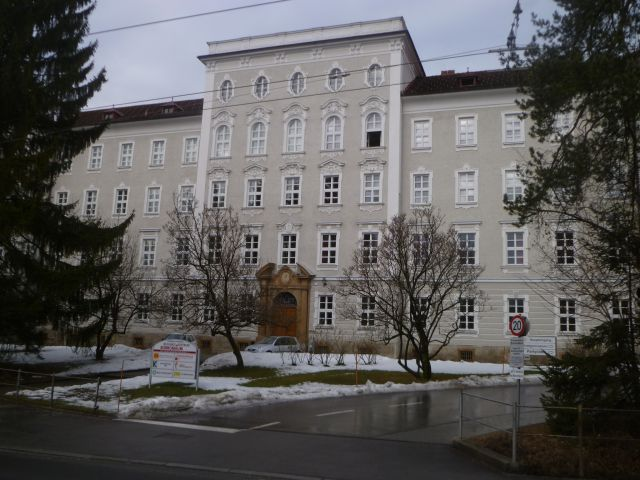
Borromäum
Schon seit 1840 gab es ein diözesanes Knabenseminar in Salzburg, das aber erst seit 1848 den Namen Borromäum führte. Der ursprünglich Ort im Berchtesgadener Hof erwiese sich für die schulische Ausbildung und Vorbereitung künftiger Priesterkandidaten rasch als zu klein. Erzbischof Kardinal Schwarzenberg erwarb daher 1846 den Lodronschen Primogenitur-Palast in der Dreifaltigkeitsgasse. Als Patron für die neue Kirche bot sich dabei der Mailänder Erzbischof Carlo Borromeo an. Um 1900 gingen hier etwa 200 Knaben zur Schule. 1905 bot sich die Gelegenheit von der Herzoglich Arenbergische Domänenverwaltung Grund zu kaufen und am heutigen Platz einen Neubau zu planen. Matthäus Schlager zeichnete gemeinsam mit Weihbischof Balthasar Kaltner die Baupläne der neuen Schule. Erzbischof Kardinal Katschthaler weihte 1912 Schule und Kirche. Schwere Zeiten bestand das Privatgymnasium in der Zeit des ersten und noch mehr des Zweiten Weltkrieges. Jetzt ist das EB. Privatgymnasium Borromäum eine katholische Privatschule mit angeschlossener Tagesbetreuung. Schulerhalter ist die Erzdiözese Salzburg. Das Leitbild der Schule ist Grundlage der Erziehungsarbeit. In der überschaubaren Gemeinschaft steht der junge Mensch im Mittelpunkt, wobei die Zusammenarbeit von Eltern, Lehrern und Schülern eine betont familiäre Atmosphäre schafft. Seit 2003 befinden sich im Bildungszentrum Borromäum (BZB) neben dem Privatgymnasium und Halbinternat auch zwei Institute der Kirchlichen Pädagogischen Hochschule – Edith Stein und das Katechetische Amt, zwei Abteilungen des Seelsorgeamtes, das Referat Berufungspastoral und die AV-Medienstelle der Erzdiözese Salzburg.
Ehemalige Feigenkaffeefabrik Zeller
Gaisbergstr. 6; später Feigenkaffee Andre Hofer, noch später Vereinigte Feigenfabriken Ludwig Zeller und Co: An der Stelle der ehemaligen Eckbäckmühle war hier eine weitum bekannte Fabrik untergebracht. Nach dem Zweiten Weltkrieg gehörte das Gebäude vorübergehend dem Borromäum. 1977 wurde das Fabrikgebäude nach Plänen von Wilhelm Holzbauer erweitert und gehört seit 1978 dem Salzburger Residenzverlag.

### Parsch-Süd

#### Die Weichselbaumsiedlung
Im direkten Umfeld des alten Weichselbaumhofes entstand während der Kriegsjahre des Zweiten Weltkrieges die heutige Weichselbaumsiedlung. Sie ist dabei neben der Aiglhofsiedlung das größte Siedlungsprojekt dieser Zeit. Kennzeichnend sind die vergleichsweise größeren Gärten, die zur besseren Eigenversorgung mit Obst und Gemüse beitragen sollten. Nach dem Zweiten Weltkrieg entstand dann mittig in der neu entstandenen Siedlung die Kirche als neues Zentrum.

#### Die Rennbahnsiedlung
Der Raum der einstigen Trabrennbahn nächst der Salzach wurde in den Jahren 1963 und 1964 in gleichartigen und charakteristischen Wohnblöcken verbaut.
Die erste Rennbahn war in Froschheim nächst heutigen Lehener Brücke errichtet worden, ein Platz, der oft überschwemmt war und sich als wenig geeignet herausstellte.
1902 übersiedelte die Rennbahn dann nach Aigen, wo die dortigen Gründe von Baron Mayr-Melnhof gepachtet worden waren. Dort erlebte der Trabrennsport in den Jahren zwischen 1950 und 1960 seine aktivsten und erfolgreichsten Jahre.
Zuletzt war dort aber die Trabrennbahn bereits von Wohnbauten umgeben und die Wohnungsnot verlangte dringend neue Wohnbauten. Die Aigner Rennbahn wurde so in den Jahren 1963 bis 1964 zur Wohnsiedlung. Nur der Name der Siedlung und ihre eigenartige Form erinnern heute noch an die alte Trabrennbahn. Der Trabrennsport übersiedelte 1965 an den nächsten Standort in Liefering-Nord, den nun aber die Nachwuchsakademie von Red-Bull nutzt.

#### Bemerkenswerte Einzelbauten in Parsch-Süd
Schloss Flederbach

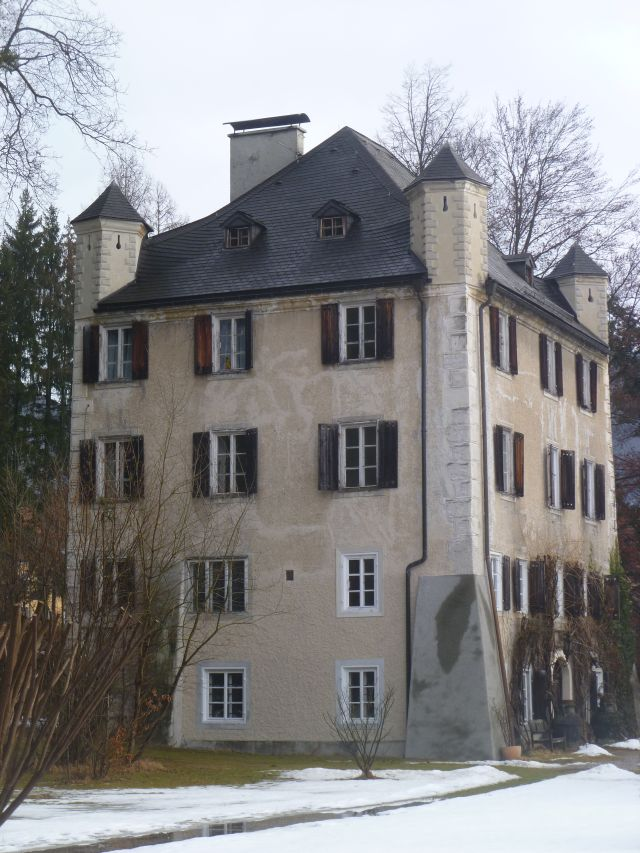
Flederbachschlössl

Das Flederbachschlössl ist ein spätgotischer Ansitz und wird 1360 erstmals erwähnt. 1407 gehörte es dem Salzburger Bürger Kaspar Lawbinger. In der erhaltenen Bausubstanz stammt es wesentlich aus dem Jahr 1550. An den oberen Gebäudeecken befinden sich heute vier sechseckige Aufsatztürmchen. 1611–1652 gehöre der Hof dem Salzburger Bürgermeister Michael Paumann. 1912 kam es ins Eigentum der Familie Lothringen-Habsburg.
Vogelsang- oder Luegermayr-Schlössl
Das Luegermayer-Schlössl stammt im Kern aus dem 16. bis 17. Jahrhundert. Namensgebend für den Hof war eine bereits 1570 beurkundete Vogelweide, die sich einst zwischen Kapuzinerberg und Gaisberg befand. Das Schlösschen war stets im Besitz der Erzbischöfe, die diesen Garten auch mit Wasserspielen versahen. Hervorzuheben ist dabei die Familie Daubrawa von Daubraweik, die mit der Familie Leopold Mozart befreundet war und die wohl in diesem Schlösschen nicht selten zu Gast war.
Villen
- Die Villa Pittner (Kaltnergasse 1) wurde 1933/34 nach einem Entwurf von August Schachermayr erbaut.
- Die Villa Reif (Nesselthalergasse 17) wurde 1934–36 nach einem Entwurf von Martin Knoll errichtet

## Verkehr
Der ehemalige Bahnhof Parsch war einst ein wichtiger Verkehrsknotenpunkt. Neben der Hauptbahn in den Süden starteten von hier aus zwischen 1887 und 1928 die Züge der Gaisbergbahn, außerdem war der Bahnhof zwischen 1901 und 1953 Endpunkt einer Salzburger Straßenbahnlinie. Der kleine Bahnhof versank mit deren Einstellung jedoch in der Bedeutungslosigkeit. Im Zuge des Projekts S-Bahn Salzburg wurde der alte Bahnhof Parsch durch eine moderne S-Bahn-Station in günstigerer Lage ersetzt. Die Züge der Linie S3 halten dort im Halbstundentakt und erreichen den Hauptbahnhof Salzburg in ca. 8 Minuten. Der Stadtteil Parsch ist auch mit der Stadtbus Linie 6 zu erreichen.

## Parsch heute
Heute ist Parsch ein Stadtteil, dessen Bild von Wohnhäusern geprägt wird, insbesondere von kleinen Ein- und Zweifamilienhäusern mit ihren Gärten. Gewerbeflächen gibt es nur vereinzelt. In diesem Stadtteil liegt auch die Finanzlandesdirektion für Stadt und Land Salzburg.
An der Grenze zum alten Siedlungsraum Äußerer Stein, zwischen dem Ignaz-Rieder-Kai und der Bürglsteinstraße liegt der Volksgarten. Dieser hieß ursprünglich Brodhäuslau und wurde 1908 zu Ehren Kaiser Franz-Josefs in Franz-Josef-Park umbenannt. Später setzte sich der Name Volksgarten durch. Im Volksgarten befindet sich das bekannte Volksgartenbad sowie die Salzburger Eisarena, die Heimstätte des Eishockey-Bundesligisten Red Bull Salzburg.